# Športni park Petišovci
Športni park Petišovci – stadion żużlowy we wsi Petišovci niedaleko Lendavy, w Słowenii. Został otwarty w 1978 roku. Obiekt użytkowany jest przez żużlowców klubu Speedway Team Lendava. Stadion gościł wiele zawodów rangi krajowej i międzynarodowej, m.in. finały mistrzostw Europy par w 2006 roku i drużynowch mistrzostw Europy juniorów w 2011 roku. Długość toru żużlowego na stadionie wynosi 398 m.